# Marcador automático

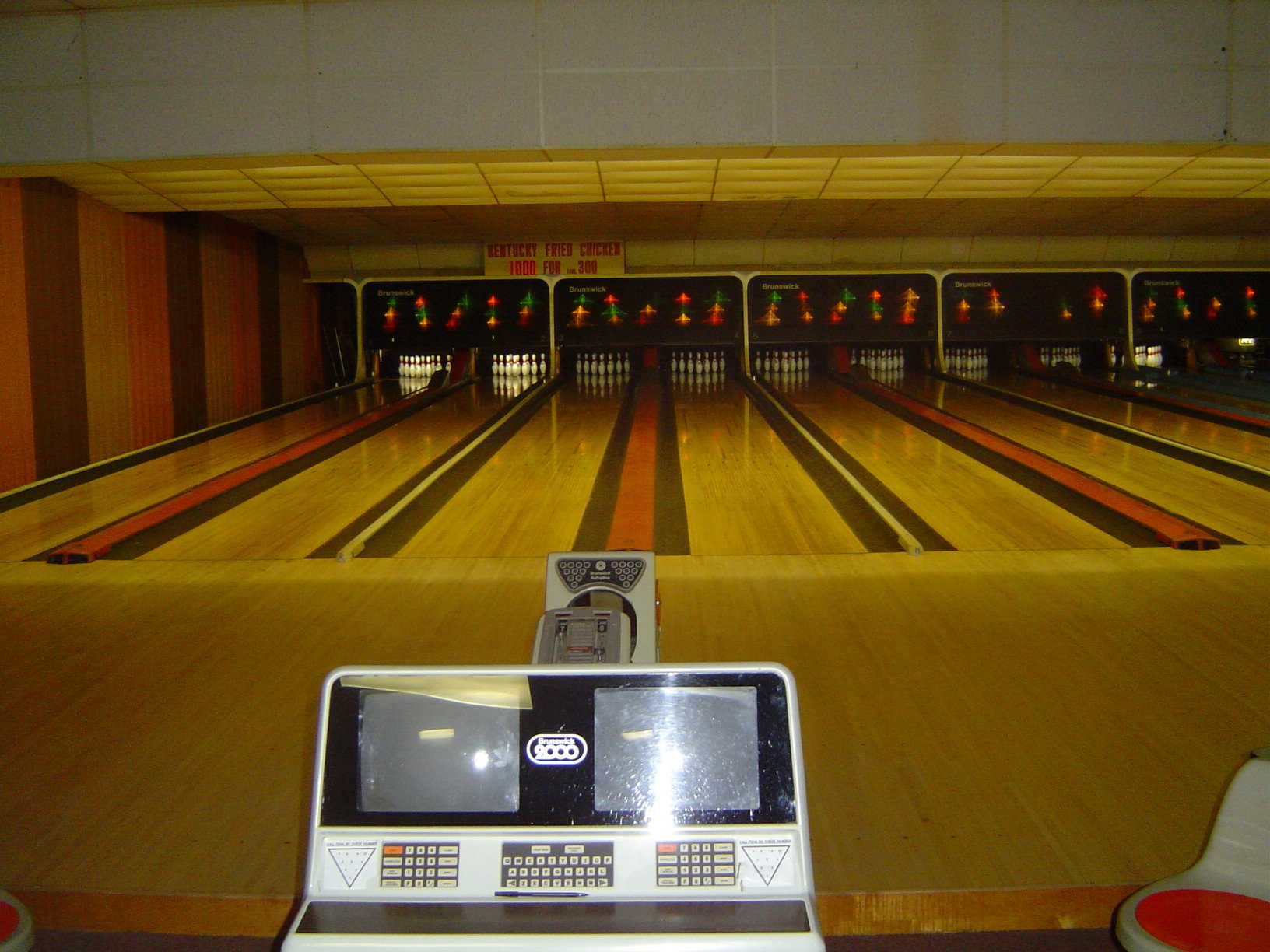
Par de marcadores automáticos na mesa em frente as pistas

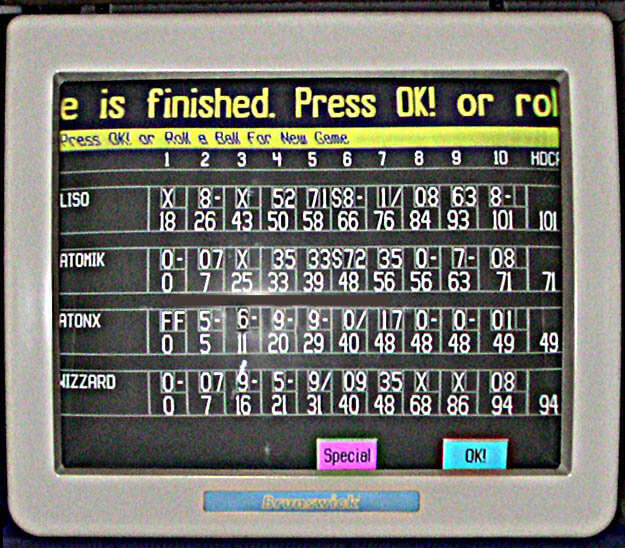
Detalhe do marcador automático em uma tela suspensa

Um marcador automático é o sistema de pontuação computadorizado para acompanhar a pontuação no boliche de dez pinos. Ele foi introduzido em massa nas pistas de boliche na década de 1970 e combinado com pinos mecânicos para detectar pinos derrubados.
Ao eliminar a necessidade de registro manual de pontuação, esses sistemas trouxeram novos jogadores de boliche para o jogo que, de outra forma, não participariam porque teriam de contar a pontuação por conta própria, já que muitos não entendem a fórmula matemática envolvida na pontuação do jogador de boliche. No início, as pessoas eram céticas quanto à possibilidade de um computador manter uma pontuação precisa. No século XXI, os marcadores automáticos são usados na maioria dos centros de boliche do mundo. Os três fabricantes desses computadores especializados são a Brunswick Bowling [en], a AMF Bowling [en] (mais tarde QubicaAMF Worldwide [en]) e a RCA.

## História

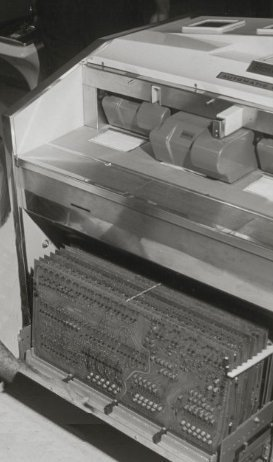
Aparelho de console de computador da década de 1970

O equipamento automático é considerado a pedra fundamental do centro de boliche moderno. O centro de boliche tradicional do início do século XX avançou em termos de automação quando a pessoa que recolocava manualmente os pinos derrubados no boliche, foi substituída por uma máquina que recolocava automaticamente os pinos em suas posições adequadas de jogo. Essa máquina foi lançada na década de 1950. Um sistema de detecção foi desenvolvido a partir do mecanismo de pinos mecânicos na década de 1960, que podia dizer quais pinos haviam sido derrubados, e essa informação podia ser transferida para um computador digital.
A pontuação eletrônica automática foi concebida pela primeira vez por Robert Reynolds, descrito por uma matéria de jornal da época como “um especialista em calculadoras eletrônicas da Costa Oeste”. Ele trabalhou com a equipe técnica da Brunswick Bowling para desenvolvê-la. A meta foi alcançada no final da década de 1960, quando um computador especializado foi projetado para a finalidade de pontuação automática para boliche. O teste de campo para o marcador automático ocorreu no centro de boliche Village Lanes, em Chicago, em 1967. A máquina de pontuação recebeu aprovação para uso oficial pelo Congresso Americano de Boliche [en] em agosto daquele ano. Ela foi usada pela primeira vez em jogos oficiais da liga nacional em 10 de outubro de 1967. Em novembro, a Brunswick anunciou que estava aceitando pedidos do novo computador digital, que custava cerca de US$ 3.000 por pista de boliche. Os centros de boliche que instalaram esses novos dispositivos de pontuação automática na década de 1970 cobravam dez centavos a mais por linha de pontuação pela conveniência.

## Descrição

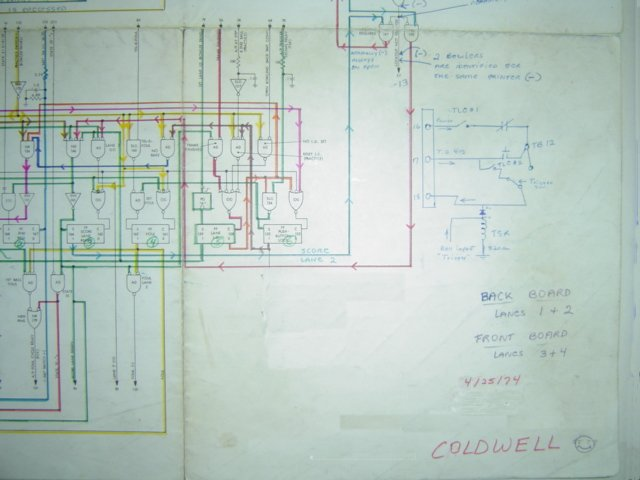
Diagrama esquemático da placa de circuito dos anos 70 mostrando o sistema de entrada eletrônica para contagem

Cada unidade de computador do Automatic Scorer registrava a pontuação de quatro pistas. Ela tinha dois painéis de identificação do jogador de boliche que serviam a duas pistas cada um. O jogador de boliche colocava o painel na posição indicada quando chegava a sua vez, para que o computador soubesse quem estava jogando boliche e pontuasse de acordo. Depois que o jogador rolava a bola de boliche pela pista e derrubava os pinos, o marcador de pinos detectava quais pinos haviam sido derrubados e transmitia essa informação ao computador para a pontuação. O resultado era então impresso em uma planilha de pontuação e projetado em uma tela grande para que todos pudessem ver.
O computador digital Automatic Scorer era matematicamente preciso, no entanto, o sistema de detecção no mecanismo de pinos às vezes informava o número errado de pinos derrubados. Ele podia ser corrigido manualmente em caso de erros no sistema; da mesma forma, os erros humanos, como deixar de mover o mecanismo de identificação do jogador de boliche, podiam ser corrigidos por ação manual. O marcador podia levar em conta as limitações dos jogadores de boliche e se ajustar aos jogadores que chegavam mais tarde. O marcador automático é conectado diretamente à unidade de detecção de faltas. Como resultado, as violações da linha de falta são automaticamente pontuadas.
A Brunswick dedicou dez anos de pesquisa e desenvolvimento ao Automatic Scorer e, em 1972, havia mais de 500 desses computadores instalados em centros de boliche em todo o mundo. A AMF Bowling, concorrente da Brunswick, entrou no campo dos computadores de pontuação automática durante a década de 1970 e seus sistemas foram instalados em sua marca de centros de boliche. Em 1974, a RCA também fabricava esses computadores para pontuação automática.

## Recepção e desenvolvimentos posteriores
Os objetivos da pontuação computadorizada eram evitar erros por parte dos avaliadores humanos e impedir trapaças. Além disso, ela trouxe o benefício de acelerar o andamento do jogo e apresentar o jogo a novos jogadores de boliche. A pontuação do boliche é baseada em uma fórmula com a qual muitos jogadores novos não estavam familiarizados e achavam difícil aprendê-la. Esses jogadores casuais que não estavam familiarizados com a fórmula achavam que as pontuações dadas pelos computadores eram confusas. Alguns jogadores de boliche não se sentiam confortáveis com os pontuadores automáticos quando eles foram introduzidos na década de 1970, por isso mantinham a pontuação usando o método tradicional em folhas de pontuação de papel.
A introdução desse dispositivo aumentou a popularidade do esporte. Os marcadores automáticos passaram a ser considerados uma parte normal das instalações modernas de boliche em todo o mundo, com proprietários e gerentes dizendo que os jogadores de boliche esperam que esse equipamento esteja presente nos estabelecimentos de boliche e que os negócios aumentaram após sua introdução. A Brunswick introduziu um marcador automático estilo televisão em cores em 1983. Os proprietários de centros de boliche podiam usar esses marcadores automáticos para publicidade, gerenciamento, vídeos e televisão ao vivo.
Na década de 2010, esses tipos de monitores de vídeo eletrônicos podiam mostrar avatares de jogadores de boliche e conexões de mídia social para divulgar as pontuações dos jogadores. Alguns são capazes de ser sistemas de entretenimento estendidos de jogos para crianças e adultos. Alguns sistemas de pontuação suportam variações do boliche tradicional, como diferentes tipos de jogos de bingo em que determinados pinos precisam ser derrubados em determinados momentos ou regimes de prática em que determinados spares precisam ser realizados.
A essa altura, a QubicaAMF Worldwide, uma empresa resultante da AMF, era um dos principais fornecedores de equipamentos de pontuação de boliche.